# Узово
У́зово (болг. Узово) — село в Добрицькій області Болгарії. Входить до складу общини Генерал-Тошево.

## Населення
За даними перепису населення 2011 року у селі проживали 15 осіб.
Національний склад населення села:
| Національність   | Кількість осіб | Відсоток |
| ---------------- | -------------- | -------- |
| болгари          | 9              | 60,0%    |
| турки            | 5              | 33,3%    |
| цигани           | 0              | 0%       |
| Всього відповіли | 15             |          |

Розподіл населення за віком у 2011 році:
Динаміка населення: